# Brodheadova ekspedicija pri Coshoctonu
Brodheadova ekspedicija pri Coshoctonu je bila vojaška odprava, ki so jo izvedle ameriške sile proti plemenu Lenape v Ohio Country aprila 1781 med ameriško revolucionarno vojno. Pod vodstvom Daniela Brodheada so Američani napadli in požgali nevtralno vas Christian Munsee Lichtenau, Ohio, preden so napadli vas Lenape Coshocton, Ohio, pobili 16 ujetnikov in jo prav tako požgali.

## Ozadje
7. aprila 1781 je Daniel Brodhead vodil ameriške sile 150 vojakov Kontinentalne vojske in 134 pensilvanskih milic ob reki Ohio. Ker so se bali, da se bo nevtralni klan Želv plemena Lenape v Coshoctonu, Ohio (Goschachgunk) kmalu pridružil Britancem, kot se je že bolj agresivni klan Volkov, so se sprva odpravili z namenom zagotoviti zavezništvo klana Želv. Vendar pa so vedno večji napadi klana Volkov na ameriške naseljence povzročili, da so mnogi v Brodheadovih vrstah iskali maščevanje in misija je postala aktivna vojaška kampanja.

## Odprava
Brodhead je najprej dosegel glavno vas klana Želv Newcomerstown, Ohio (Gekelmukpechunk). Zahteval je pogovor med glavnimi poglavarji vasi, in trije so bili poslani, da se srečajo z njim. Njegovo prvotno upanje je bilo zagotoviti zvestobo vaščanov in vključiti lenapejske bojevnike v svojo kampanjo. Na žalost je eden od Brodheadovih milic, Lewis Wetzel, ubil enega od miroljubnih poglavarjev, takoj ko so prečkali reko, da bi se srečali. Brodhead se je bal velikih izgub in nenačrtovane bitke, zato se je umaknil in preusmeril svoje čete na njihov prvotni cilj, doseči Coshocton.
20. aprila so Brodhead in njegovi možje, vključno z nekaterimi Lenapeji, zavezniki Američanov, napadli in uničili nevtralno vas Christian Munsee Indijancev (del pokristjanjenega plemena Lenape) Lichtenau, Ohio (Indaochaic). Nato so, s pomočjo lenapejskega poglavarja Gelelemenda, odpotovali v bližnjo vas Goschachgunk. Svoje možje je razdelil v tri regimente in uničil njihovo vas. Prvo noč je bilo ujetih 16 lenapejskih bojevnikov, odpeljanih južno od vasi in pobitih s strani Američanov; še 20 jih je bilo ubitih v bitki, 20 neborcev pa je bilo ujetih.
Pet ujetih je bilo krščanskih Munseejev, ki so bili izpuščeni. Brodhead in polkovnik David Shepherd nista nadalje napadla moravskih krščanskih naselij, kot so Schoenbrunn, Ohio, Gnadenhutten, Ohio in Salem, Ohio, ki so gostila krščanske Indijance in ameriške misijonarje, kot je  bil John Heckewelder, saj je Brodhead izjavil, da so se "ti Indijanci od začetka vojne vedli na način, ki jim je bil v čast." Brodhead in njegovi vojaki so dobili hrano iz teh vasi. Ker je čutil, da je njegova odprava pri koncu in je jeza njegovih čet potešena, se je Brodhead vrnil v Pensilvanijo.

## Posledice
Leta 1782 so se ameriške čete iz Pensilvanije vrnile na območje. To je bila sila, sestavljena predvsem iz pensilvanskih naseljencev, ki so poskušali maščevati napade na ameriške naseljence v zahodni Pensilvaniji. Po lažni obljubi zaščite moravskim krščanskim Lenapejem in moravskim krščanskim Mahikanom je pensilvanska milica pobila prebivalce pacifističnega moravskega krščanskega naselja Gnadenhutten v dogodku, ki je postal znan kot pokol v Gnadenhuttnu, pri čemer so bili umorjeni priznani kot krščanski mučenci. To je tudi naselje, v katerem so bili nastanjeni številni preživeli iz predhodno napadenega in uničenega naselja Lichtenau.
V mestu Coshocton je zdaj zgodovinska oznaka na 40° 16.554' S, 81° 50.659' Z.